# 船橋梨子
船橋 梨子（ふなばし りこ、1986年1月28日 - ）は、日本のタレント、グラビアアイドル、レースクイーン。東京都出身。

## 人物・エピソード
趣味は近代世界史（特に第一次世界大戦）について調べる事。
駅伝観戦が好きで特に10000m走の大会や記録会を観戦に行く程で推しは駒澤大学と城西大学。実業団ではコニカミノルタ。
ゆるキャラマニア。特にねば〜る君が好きで追っかけをしている。
特技は中距離走。何時間でも走れる。デッサン。水彩画では学生時代に幾つかの賞を受賞。

## 作品
- イメージDVD 妄想盗撮（2018年6月、メディアブランド）

## 出演

### テレビ
- 女神のハテナ（2007年、TBS）
- スカ☆J（2007年、テレビ東京）
- 神さまぁ〜ず（2008年、TBS）
- ありえへん∞世界（2008年、テレビ東京）
- 怒りオヤジ3（2009年、テレビ東京）
- くだまき八兵衛（2011年、テレビ東京）
- 逸品刑事（2011年 - 、JCN）：中央線ガールズとして準レギュラー
- あたらしあらし（2013年、フジテレビ）
- さま〜ずの神ギ問（2016年、フジテレビ）
- トータルテンボスのGIRIGIRIアウト（2015年 - 、NOTTV）：ギリッ娘としてレギュラー
- 男のザップ生イキ！ジャンポケクルーズ（2017年、BSスカパー!）
- 女神たちのかようび（2017年、千葉テレビ）
- 100分カレシ（2017年、AbemaTV）
- カンニング竹山の恋愛毒（2017年、BSフジ）
- 恋のポイント村本くん（2017年、AbemaTV）

### ドラマ
- 神の舌を持つ男 第2話（2016年、TBS）
- フリンジマン 第10話（2017年、テレビ東京）

### 雑誌
- 週刊ポスト（小学館）
- 週刊FRYDAY（講談社）
- FLASH（光文社）
- 週刊大衆（双葉社）
- ナックルズEX（ミリオン出版）
- Hip&Lip（ワニマガジン）
- Chu（ワニマガジン）
- クリームBB（ワイレア出版）
- 週刊プレイボーイ（集英社）
- 週刊現代（講談社）
- 週刊SPA!（扶桑社）
- EX MAX（ぶんか社）

### CM
- リモコンロック「NOAKEL」

### イベント
レースクイーン
- 鈴鹿8耐MIIRジーテックギャル（2011年）
- スーパー耐久 ピースモータースポーツ（2013年・2016年）

ラウンドガール
- グラジエーター（2010年）
- DEEP（2012年）

### 展示会
- 東京ゲームショウ（2011年）